# Hai-Yung-Klasse
Die Hai-Yung-Klasse war eine Klasse von drei Kleinen Geschützten Kreuzern der Flotte des Kaiserreich China und später der Marine der Republik China, die von 1898 bis 1937 in Dienst standen.

## Geschichte
Während des Ersten Japanisch-Chinesischen Krieges (August 1894 – April 1895) musste die chinesische Marine (Beiyang-Flotte) starke Verluste hinnehmen. Zum Wiederaufbau ihrer Flotte bestellte die chinesische Regierung daher drei Kreuzer in Deutschland und zwei Kreuzer in Großbritannien. Die in Deutschland bestellten Schiffe wurden von der Vulcanwerft in Stettin, welche bereits in den 1880er-Jahren fünf Kriegsschiffe für die chinesische Flotte gefertigt hatte, gebaut.
Der Entwurf dieses kleinen Geschützten Kreuzers sah, im Gegensatz zu den bisherigen chinesischen Kreuzern mit möglichst schweren wenn auch langsam schießenden Geschützen, eine Ausrüstung mit Schnellladekanonen vor. Damit ähnelten sie den Kreuzern der britischen Apollo-Klasse, der italienischen Regioni-Klasse und der niederländischen Holland-Klasse. Auch die deutsche Marine begann mit der im Jahr 1897 auf Kiel gelegten Gazelle-Klasse, ähnliche Schiffe zu bauen auf deren Grundkonzept alle deutschen Klassen Kleiner Kreuzer bis zum Ersten Weltkrieg aufbauten.

## Einheiten
| Name            | Bauwerft          | Kiellegung | Stapellauf         | Indienststellung | Verbleib                                                     |
| --------------- | ----------------- | ---------- | ------------------ | ---------------- | ------------------------------------------------------------ |
| Hai Yung (海容) | AG Vulcan Stettin | 1896       | 15. September 1897 | 1898             | Am 11. August 1937 im Jangtsekiang als Blockschiff versenkt. |
| Hai Chou (海筹) | AG Vulcan Stettin | 1896       | 11. Dezember 1897  | 1898             | Am 11. August 1937 im Jangtsekiang als Blockschiff versenkt. |
| Hai Shen (海琛) | AG Vulcan Stettin | 1896       | 12. Februar 1898   | 1898             | Am 11. August 1937 im Jangtsekiang als Blockschiff versenkt. |

## Technische Beschreibung

### Rumpf
Der Rumpf der Kreuzer der Hai-Yung-Klasse wurde als Glattdecker und mit Rammbug ausgeführt. Er war 100 Meter lang, 12,7 Meter breit und die Standardverdrängung belief sich auf 2680 ts (Einsatzverdrängung 2900 ts) mit einem Tiefgang von 5,8 Metern.

#### Panzerung
Die Klasse verfügte über ein Panzerdeck, dessen horizontale Bereiche 32 mm stark waren; die abgeschrägten Böschungen zu den beiden Schiffsseiten hin waren 70 mm stark. Darüber hinaus besaßen die Schutzschilde der 15-cm-Geschütze eine Stärke von 51 mm und die Kommandobrücke einen 37 mm dicken Panzerschutz.

### Antrieb
Der Antrieb erfolgte durch vier kohlebefeuerte Zylinderkessel und zwei 4-Zyl.-Expansions-Dampfmaschinen, mit denen eine Gesamtleistung von 7500 PS (5516 kW) erreicht wurde. Die Leistung wurde an zwei Wellen mit je einer Schraube abgegeben. Die Höchstgeschwindigkeit betrug 19,5 Knoten (36 km/h). Die maximale Fahrstrecke 2100 Seemeilen bei 10 Knoten, wofür 200 bis 580 Tonnen Kohle gebunkert werden konnten.

### Bewaffnung

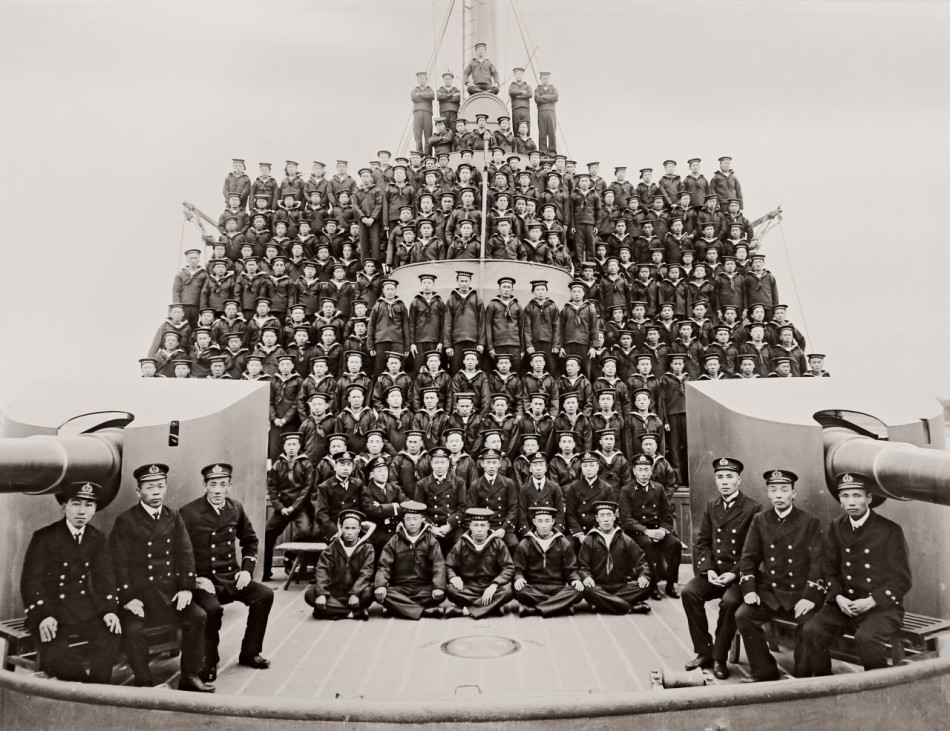
Besatzung der Hai Shen im Jahr 1908, mit Ansicht der Aufstellung der vorderen Geschütze

#### Artillerie
Die Bewaffnung bestand aus drei 15-cm-SK L/40 in Einzellafetten – wobei zwei Geschütze nebeneinander auf dem Vorschiff standen und das dritte in Mittelschiffslinie auf dem Achterschiff – und acht 10,5 cm SK L/40 ebenfalls in Einzellafetten in Schwalbennestern entlang des Rumpfes. Zusätzlich waren zur Bekämpfung von Torpedobooten sechs 4,7 cm Hotchkiss aufgestellt.

#### Torpedos
Die Torpedobewaffnung bestand aus drei einzelnen Torpedorohren im Kaliber von 35,6 cm, je eines pro Schiffsseite im Rumpf und ein weiteres im Bug.

## Besatzung
Die Besatzung hatte eine Stärke von 244 Offizieren, Unteroffizieren und Mannschaften.